# Łowno (powiat drawski)
Łowno (niem. Lauenbrügge) – niezamieszkana osada w Polsce położona w województwie zachodniopomorskim, w powiecie drawskim, w gminie Kalisz Pomorski. W latach 1975–1998 miejscowość administracyjnie należała do województwa koszalińskiego. Miejscowość wchodzi w skład sołectwa Dębsko. Najbardziej na południe położona miejscowość zarówno gminy jak i powiatu.

## Geografia
Osada leży ok. 4 km na południowy zachód od Dębska, nad rzeką Człopicą.